# Madeleine Rees
Madeleine Selina Rees est une avocate britannique. Elle est la secrétaire générale de la Ligue internationale des femmes pour la paix et la liberté. Elle a notamment dénoncé le non-respect des droits de l'homme en Bosnie-Herzégovine par les forces de maintien de la paix et d'autres membres de l'Organisation des Nations unies.

## Biographie
Madeleine Rees devient avocate en 1990. Elle travaille pour une firme britannique, dont elle devient associée en 1994. Elle s'y spécialise en discrimination (en), s'impliquant beaucoup dans le domaine de l'emploi, ainsi qu'en droit public et administratif. Madeleine Rees a ainsi travaillé pour le compte de la Commission for Racial Equality (en) et pour la Equal Opportunities Commission (en). Elle a porté certains dossiers devant la Cour européenne des droits de l'homme et la Cour de justice au Luxembourg.
En 1998, Madeleine Rees travaille pour le Haut-Commissariat des Nations unies aux droits de l'homme et commence ses travaux en Bosnie-Herzégovine. Elle aide à mettre en lumière les infractions aux droits de l'homme lié au trafic sexuel en apportant un témoignage soutenant Kathryn Bolkovac, qui a affirmé que des membres de la mission des Nations unies en place ont participé à ces activités,.
En 2009, Madeleine Rees est démise de son poste. Elle est renvoyée en mars 2010. En 2013, elle participe au documentaire Putains de guerre.
Elle reçoit l'ordre de l'Empire britannique (OBE) lors de la Birthday Honours de 2014 (en).
Elle est le sujet du film Seule contre tous (2010).